# Jake Bugg (musikalbum)
Jake Bugg är det självbetitlade debutalbumet av den engelska singer-songwritern Jake Bugg, utgivet den 15 oktober 2012 på Mercury Records. Det nådde första plats på UK Albums Chart.

## Låtlista
1. "Lightning Bolt"
2. "Two Fingers"
3. "Taste It"
4. "Seen It All"
5. "Simple as This"
6. "Country Song"
7. "Broken"
8. "Trouble Town"
9. "Ballad of Mr Jones"
10. "Slide"
11. "Someone Told Me"
12. "Note to Self"
13. "Someplace"
14. "Fire"